# Річард Шелбі
Річард Крейг Шелбі (англ. Richard Craig Shelby; нар. 6 травня 1934, Бірмінгем, Алабама, США) — американський політик, колишній сенатор Сполучених Штатів від штату Алабама (1987—2023). Член Республіканської партії.

## Біографія
Отримав диплом юриста в Університеті Алабами у Таскалусі, після чого працював прокурором міста (1963–1971). У цей період він працював як магістрат США Північного округу штату Алабама (1966–1970) та спеціальний помічник генерального прокурора штату Алабама (1969–1971). У 1970 р. отримав місце в Сенаті Алабами. У 1978 р. був обраний до Палати представників США від 7-го округу, де він був серед групи консервативних демократів. Шелбі переміг на важких виборах до Сенату США у 1986 р. Спочатку обраний як демократ, Шелбі перейшов до Республіканської партії у 1994 р., коли республіканці отримали більшість у Конгресі в середині першого терміну президента Білла Клінтона.